# Mandres (Grècia)
Mandres (en grec: Μάνδρες, en búlgar: Хамбаркьой) és una localitat al sud de la ciutat de Kilkís, a la perifèria de Kilkís, Grècia. Forma part del municipi de Gallikós i el 2021 tenia 385 habitants. Fins al 1926 Mandres fou anomenat Ampar Kioi (grec: Αμπάρ Κιόι). El nom també s'escrivia com a Ambar Köy.
Ambar Koy era principalment un assentament de parla eslava i la seva població es va casar amb altres pobles de parla eslava de la zona. A principis del segle XX Vasil Kanchov afirmava que la població local estava composta per 300 búlgars i 66 turcs, mentre que Hilmi Paixà descrigué el poble com habitat només per 195 búlgars. Durant el període de les Guerres Balcàniques l'exèrcit grec destruí l'assentament i fou repoblat per gent del poble de Mandritsa a Bulgària. Fins a la Segona Guerra Mundial els parents d'ambdós pobles es visitaven.
A la dècada del 1980 només les generacions de mitjana i gran del poble coneixien un dialecte albanès. El dialecte albanès de Mandres s'assembla al de Mandritsa i difereix notablement d'altres varietats de la llengua albanesa. Per exemple, el sistema de gènere (masculí i femení) present en totes les varietats de l'albanès ha desaparegut del dialecte albanès de Mandres degut a la influència de la llengua turca quan la població en el passat vivia a prop de Turquia.